# Kaliman (Ulcinj)
Pour les articles homonymes, voir Kaliman.
Kaliman (en serbe cyrillique : Калиман) est un village du sud-est du Monténégro, dans la municipalité d'Ulcinj.

## Démographie

### Évolution historique de la population
| 1948 | 1953 | 1961 | 1971 | 1981 | 1991 | 2003 |
| ---- | ---- | ---- | ---- | ---- | ---- | ---- |
| 92   | 102  | 114  | 121  | 27   | 15   | 8    |